# Закерничное
Закерничное (укр. Закерничне) — село в Перегинской поселковой общине Калушского района Ивано-Франковской области Украины.
Население по переписи 2001 года составляло 885 человек. Занимает площадь 3,528 км². Почтовый индекс — 77665. Телефонный код — 03474.